# Paraoxon

Vzorec paraoxonu

Paraoxon (systematický název diethyl-4-nitrofenyl fosfát) je organofosfátový oxon. Jedná se o parasympatomimetikum působící jako inhibitor acetylcholinesterázy. Je aktivním metabolitem insekticidu parathionu. Používá se v očním lékařství proti glaukomu.
Paraoxon je jedním z nejpotentnějších dostupných insekticidů působících inhibici acetylcholinesterázy, zhruba na úrovni 70 % účinku nervového jedu sarinu. Proto se nyní používá jako insekticid jen zřídka, protože hrozí otrava lidí nebo zvířat. Paraoxon se snadno vstřebává kůží. Byl použit jako zbraň hromadného ničení (v rámci programu chemických zbraní Project Coast) za doby apartheidu v Jihoafrické republice.